# Länderkampf

Eintrittskarte zum Leichtathletik-Länderkampf am 29. Juni 1985 im Bremer Weserstadion

Ein Länderkampf ist eine sportliche Begegnung zwischen zwei (oder mehr) Nationalmannschaften. Der Begriff Länderkampf wird bei Sportarten benutzt, deren Wettkampf nicht aus einem Spiel besteht; bei Spielsportarten spricht man dagegen von einem Länderspiel. Früher wurde der Begriff Länderkampf aber auch im Fußball verwendet.
Bei Länderkämpfen nehme alle Athleten als Repräsentanten ihres Landes teil und tauchen in der Ergebnisliste unter dem entsprechenden Landeskürzel auf. Bei Siegerehrungen wird meist die Nationalhymne des Siegers gespielt und die entsprechende Landesflagge gehisst.
Sonderformen von Länderkämpfen sind Weltmeisterschaften oder Olympische Spiele.
Als Länderkämpfe werden vielfach auch Wettkämpfe zwischen Mannschaften verschiedener Bundesländer sowie zwischen Vereinsmannschaften unterschiedlicher Länder bezeichnet.

## Leichtathletik
In Deutschland waren Leichtathletik-Länderkämpfe in den 50er-, 60er-, 70er- und 80er-Jahren sehr populär, mit sehr hohen Zuschauerzahlen. Häufige Gegner waren z. B. die UdSSR und die USA. Dabei wurden einfache Ländervergleiche seltener, es wurden verstärkt auch Drei- und Sechsländerkämpfe veranstaltet. Bei Sechsländerkämpfen hatte jedes Team pro Disziplin nur einen Starter. Regelmäßige Teilnehmerländer waren neben den USA und der UdSSR Frankreich, Großbritannien, Polen und Italien.
Die wichtigsten Austragungsorte waren das Berliner Olympiastadion, das Stuttgarter Neckar- bzw. Gottlieb-Daimler-Stadion, das Münchner Olympiastadion und bis 1978 das Augsburger Rosenaustadion.
Im Rosenaustadion fanden zwischen 1952 und 1978 zehn Länderkämpfe des DLV statt, darunter gegen die USA und die UdSSR. Der bekannteste Länderkampf ist der überraschende Sieg des DLV 1958 gegen die favorisierte UdSSR, bei dem Ludwig Müller beide Langstrecken gewann und von den Medien als „Held von Augsburg“ tituliert wurde. Leichtathletik-Länderkämpfe gab es von 1921 bis 1992. Ihre Stelle hat inzwischen der jährliche Leichtathletik-Europacup (bis 2008, jeweils mit getrennten Wertungen für Frauen und Männer) bzw. die Leichtathletik-Team-Europameisterschaft (ab 2009 mit gemeinsamer Wertung) eingenommen. Er gilt als für Zuschauer und Athleten interessanter, da bei traditionellen Leichtathletik-Länderkämpfen nur vier Teilnehmer pro Wettbewerb antraten. Zwischen 1977 und 2006 gab es auch einen Leichtathletik-Weltcup, von 2010 bis 2018 als Leichtathletik-Continentalcup ausgetragen, dann eingestellt.
Unter der Bezeichnung Finnkampen findet regelmäßig ein Länderkampf zwischen Finnland und Schweden statt.

## Turnen
Im Turnen finden ebenfalls immer noch Länderkämpfe statt, wobei das öffentliche Interesse deutlich abgenommen hat. In der ersten Hälfte des 20. Jahrhunderts kamen teilweise über 10.000 Zuschauer zu den Auftritten der Deutschlandriege.